# اسپلندورا (تگزاس)
اسپلندورا، تگزاس(به انگلیسی: Splendora, Texas) شهری در ایالت تگزاس از ایالات جنوبی ایالات متحده آمریکا است. در سرشماری سال ۲۰۰۰، جمعیت این شهر ۱۲۷۵ نفر اعلام شد.